# Christian Prudhomme
Christian Prudhomme (narozen 11. listopadu 1960 v Saint-Omer) je francouzský novinář a od roku 2007 ředitel závodu Tour de France.

## Kariéra před Tour de France
Prudhomme v letech 1983-1985 studoval na vysoké škole École supérieure de journalisme v Lille. S podporou svého tutora, Michela Celliera, nastoupil v roce 1985 na zkoušku do lucemburského koncernu RTL. Cellier byl v té době korespondentem RTL pro francouzskou oblast Nord.
V RTL ale dlouho nevydržel, přesunul se do RFO (Réseau France Outre-mer) a odtud zamířil 3. srpna 1987 do televizní stanice La Cinq jako sportovní reportér pod Pierrem Cangionim. Přinášel zpravodajství především ze svých oblíbených sportů: cyklistiky, ragby, atletiky a lyžování.
Ze jmenovaných byla jeho nejoblíbenější právě cyklistika a pravidelně komentoval GP du Midi Libre a závod Paříž – Nice. O cyklistice prohlásil:
| „ | Když jsem byl malý, poslouchal jsem v průměru tak posledních 100 km etapy. Neměli jsme posledních 120 km na France Télévisions jako dnes. Průběžné hlášení bývalo 100 km od cíle a pak jsme byli rádi, když jsme měli živě posledních 15 km. V té době jsem poslouchal reportéra na belgickém rádiu. Nevím, jestli ještě žije, jmenoval se Luc Varenne. Byl to výjimečný muž. Můj otec velmi často poslouchal rádio, pravidelně sport. Vyrůstal jsem na tom. Cyklistika mě vždy fascinovala, i nyní, přestože je pošpiněná. Je to výjimečný sport, legenda mezi sporty, sport legend. Je skoro tak náročná, jako box a kontaktní sporty. Odehrává se za mimořádných podmínek, zejména v horách, na kostkách. V tomto sportu je možné vše. Počasí hraje významnou roli a jezdci se s tím musí vypořádat. Vždy mě fascinovala. | “ |

Prudhomme se stal vedoucím sportu na La Cinq. Občas v poledne uváděl sportovní vstupy. V roce 1992 ale stanice zkrachovala a Prudhomme byl rok na volné noze, než začal pracovat ve zpravodajské stanici LCI. Ještě se ani pořádně neusadil a už dostal nabídku od vedoucího sportovního vysílání na rádiové stanici Europe1, Eugéna Saccomana, aby nahradil Jeana-René Godarta, který odcházel na televizní stanici France 2.
V roce 1998 byl Prudhomme u startu kabelové televize L’Équipe TV, stanice provázané s denním sportovním tiskem, kterou vlastní společnost Amaury Group. Její dceřiná společnost, Amaury Sport Organisation, je organizátorem Tour de France. Prudhomme se ve stanici stal šéfredaktorem.
V roce 2000 přišel do France Télévisions, aby modernizoval sportovní stanici Stade 2. V roce 2000 pro France Télévisions komentoval spolu s bývalým vítězem, Bernardem Thévenetem, závod Tour de France.

## Tour de France
V roce 2007 Prudhomme nahradil Jeana-Marie Leblanca na postu ředitele Tour de France, kterému předešlé dva roky dělal zástupce.
Pod Prudhommem se Tour de France ještě více vyhradila proti dopingu. V roce 2007 odstoupili ze závodu dvě stáje – Astana a Cofidis – kvůli dopingovým aférám. V roce 2008 vyjmula Amaury Sport Organisation Tour de France z Mezinárodní cyklistické unie, aby mohli realizovat vlastní antidopingový program. V tomto roce nebyla pozvána stáj Astana a po pozitivním testu na EPO u Riccarda Riccó odstoupila stáj Saunier Duval-Scott. Prudhomme naznačil, že pozitivní nález byl částí dopingového programu organizovaného týmovým manažerem.
V roce 2013 se „proslavil“ incidentem, při kterém odcizil českému herci Jakubu Štáfkovi kameru. Tu vydal až poté, co byl usvědčen pomocí záběrů z druhé kamery.